# Mikroprocesory Intel
Lista mikroprocesorów przedsiębiorstwa Intel.

## Lata 1971-1980
- 4004
  - ukazał się 15 listopada 1971
  - zegar 740 kHz
  - Moc obliczeniowa 0,09 MIPS
  - szyna danych 4-bitowa
  - technologia PMOS
  - liczba tranzystorów 2300, proces technologiczny 10 mikronów
  - pamięć adresowalna 640 bajtów
  - pamięć programu 4 kilobajty
  - pierwszy mikroprocesor na świecie
  - używany w kalkulatorach Busicom
- 4040
  - ukazał się w roku 1974
  - zegar 740 kHz
  - moc obliczeniowa 0,09 MIPS
  - szyna danych 4-bitowa
  - technologia PMOS
  - liczba tranzystorów 3000, proces technologiczny 10 mikronów
  - pamięć adresowalna 640 bajtów
  - pamięć programu 8 kilobajtów
  - obsługa przerwań
  - rozszerzona wersja 4004

- 8008
  - ukazał się 1 kwietnia 1972
  - zegar 500 kHz (8008-1: 800 kHz)
  - moc obliczeniowa 0,05 MIPS
  - szyna danych 8-bitowa
  - technologia PMOS

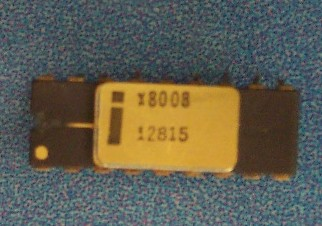
Intel 8008

  - liczba tranzystorów 3500, proces technologiczny 10 mikronów
  - pamięć adresowalna 16 kB
- 8080
  - ukazał się 1 kwietnia 1974
  - zegar 2 MHz
  - moc obliczeniowa 0,64 MIPS
  - szyna danych 8-bitowa
  - technologia NMOS
  - liczba tranzystorów 6000, proces technologiczny 6 mikronów
  - pamięć adresowalna 64 kB
  - 10 razy szybszy od 8008
- 8085
  - ukazał się w marcu 1976
  - zegar 5 MHz
  - moc obliczeniowa 0,37 MIPS
  - szyna danych 8-bitowa
  - liczba tranzystorów 6500, proces technologiczny 3 mikrony
  - pojedyncze zasilanie 5V
- 8086
  - ukazał się 8 czerwca 1978
  - zegar:
    - 5 MHz – moc obliczeniowa 0,33 MIPS
    - 8 MHz – moc obliczeniowa 0,66 MIPS
    - 10 MHz – moc obliczeniowa 0,75 MIPS

  - szyna danych 16-bitowa, szyna adresowa 20-bitowa
  - liczba tranzystorów 29000, proces technologiczny 3 mikrony
  - pamięć adresowalna 1 MB
  - 10 razy szybszy od 8080

- 8088
  - ukazał się 1 czerwca 1979
  - zegar:
    - 5 MHz – moc obliczeniowa 0,33 MIPS
    - 8 MHz – moc obliczeniowa 0,75 MIPS

  - wewnętrzna architektura 16-bitowa
  - zewnętrzna szyna danych 8-bitowa, szyna adresowa 20-bitowa
  - liczba tranzystorów 29000, proces technologiczny 3 mikrony
  - pamięć adresowalna 1 MB
  - odpowiednik 8086 z wyjątkiem 8-bitowej szyny danych
  - użyty w IBM PC i XT oraz ich klonach

## Lata 1981-1990
- 80186
  - ukazał się w roku 1982
  - używany w systemach zagnieżdżonych – kontrolery, kasy, terminale
  - wbudowane 2 zegary, kontroler DMA i kontroler przerwań
  - nazywany też iAPX 186
- Intel 80188
  - odpowiednik 80186 z 8-bitową szyną danych
- 80286
  - ukazał się 1 lutego 1982
  - zegar:
    - 6 MHz – moc obliczeniowa 0,9 MIPS
    - 8 MHz, 10 MHz – moc obliczeniowa 1,5 MIPS
    - 12,5 MHz – moc obliczeniowa 2,66 MIPS

  - szyna danych 16-bitowa
  - wbudowana sprzętowa ochrona pamięci w wielozadaniowych systemach operacyjnych
  - Liczba tranzystorów 134000, proces technologiczny 1,5 mikrona
  - pamięć adresowalna 16 MB
  - 3-6 razy szybszy od 8080
  - użyty w komputerze IBM PC/AT i jego klonach
- 80386DX
  - ukazał się 17 października 1985
  - zegar:
    - 16 MHz – moc obliczeniowa 5-6 MIPS
    - wersja z 16 lutego 1987: 20 MHz – moc obliczeniowa 6-7 MIPS
    - wersja z 4 kwietnia 1988: 25 MHz – moc obliczeniowa 8,5 MIPS
    - wersja z 10 kwietnia 1989: 33 MHz – moc obliczeniowa 11,4 MIPS (9,4 SPECint92, komputer Compaq/i 16K L2)

  - szyna danych 32-bitowa
  - Liczba tranzystorów 275000, proces technologiczny 1,5 mikrona CHMOS III lub 1 mikron CHMOS IV
  - pamięć adresowalna 4 MB
  - pamięć wirtualna 64 MB
  - pierwszy układ serii x86 obsługujący 32-bitowe dane
  - obsługuje rozszerzoną ochronę pamięci i tryb wirtualny x86
- 80386SX
  - ukazał się 16 czerwca 1988
  - zegar:
    - 16 MHz – moc obliczeniowa 2,5 MIPS
    - wersja z 25 stycznia 1989: 20 MHz – moc obliczeniowa 2,5 MIPS, 25 MHz – moc obliczeniowa 2,7 MIPS
    - wersja z 26 października 1992: 33 MHz – moc obliczeniowa 2,9 MIPS

  - wewnętrzna architektura 32-bitowa
  - zewnętrzna szyna danych 16-bitowa
  - Liczba tranzystorów 275000, proces technologiczny 1 mikron CHMOS IV
  - pamięć adresowalna 16 MB
  - pamięć wirtualna 256 MB
  - wielozadaniowość
- 80486DX
  - ukazał się 10 kwietnia 1989
  - zegar:
    - 25 MHz – moc obliczeniowa 20 MIPS (16,8 SPECint92, 7,40 SPECfp92)
    - wersja z 7 maja 1990: 33 MHz – moc obliczeniowa 27 MIPS (22,4 SPECint92, komputer Micronics M4P 128k L2)
    - wersja z 24 czerwca 1991: 50 MHz – moc obliczeniowa 41 MIPS (33,4 SPECint92, 14,5 SPECfp92, komputer Compaq/50L 256K L2)

  - szyna danych 32-bitowa
  - Liczba tranzystorów 1,2 miliona, proces technologiczny 1 mikron; wersja 50 MHz – 0,8 mikrona
  - pamięć adresowalna 4 MB GB
  - pamięć wirtualna 64 MB
  - pamięć podręczna pierwszego poziomu
  - wbudowany koprocesor arytmetyczny
  - 50 razy szybszy od 8088
- 80386SL
  - ukazał się 15 października 1990
  - zegar:
    - 20 MHz – moc obliczeniowa 4,21 MIPS
    - wersja z 30 września 1991: 25 MHz – moc obliczeniowa 5,3 MIPS

  - wewnętrzna architektura 32-bitowa
  - zewnętrzna szyna danych 16-bitowa
  - Liczba tranzystorów 855000, proces technologiczny 1 mikron
  - pamięć adresowalna 4 MB
  - pamięć wirtualna 64 MB
  - pierwszy układ przeznaczony do systemów przenośnych ze względu na niski pobór mocy
  - wysoka skala integracji, zawiera kontrolery pamięci podręcznej, szyn i pamięci

## Lata 1991-2000
- 80486SX
  - ukazał się 22 kwietnia 1991
  - zegar:
    - wersja z 16 września 1991: 16 MHz – moc obliczeniowa 13 MIPS, 20 MHz – moc obliczeniowa 16,5 MIPS
    - wersja z 16 września 1991: 25 MHz – moc obliczeniowa 20 MIPS (12 SPECint92)
    - wersja z 21 września 1992: 33 MHz – moc obliczeniowa 27 MIPS (15,86 SPECint92)

  - szyna danych 32-bitowa
  - Liczba tranzystorów 1,185 miliona – proces technologiczny 1 mikron; 900 000 – proces technologiczny 0,8 mikrona
  - pamięć adresowalna 4 GB
  - pamięć wirtualna 64 MB
  - identyczny z 486DX, ale bez koprocesora arytmetycznego
- 80486DX2
  - ukazał się 3 marca 1992
  - zegar:
    - 50 MHz – moc obliczeniowa 41 MIPS (29,9 SPECint92, 14,2 SPECfp92, komputer Micronics M4P 256K L2)
    - wersja z 10 sierpnia 1992: 66 MHz – moc obliczeniowa 54 MIPS (39,6 SPECint92, 18,8 SPECfp92, komputer Micronics M4P 256K L2)

  - szyna danych 32-bitowa
  - Liczba tranzystorów 1,2 miliona, proces technologiczny 0,8 mikrona
  - pamięć adresowalna 4 GB
  - pamięć wirtualna 64 TB
  - jądro procesora pracuje z zegarem 2 razy szybszym od zegara systemowego
- 80486SL
  - ukazał się 9 listopada 1992
  - zegar:
    - 20 MHz – moc obliczeniowa 15,4 MIPS
    - 25 MHz – moc obliczeniowa 19 MIPS
    - 33 MHz – moc obliczeniowa 25 MIPS

  - szyna 32-bitowa
  - Liczba tranzystorów 1,4 miliona, proces technologiczny 0,8 mikrona
  - pamięć adresowalna 64 MB
  - pamięć wirtualna 64 TB
  - używany w komputerach przenośnych
- Pentium (60 i 66 MHz)
  - ukazał się 22 marca 1993
  - zegar:
    - 60 MHz – moc obliczeniowa 100 MIPS (70,4 SPECint92, 55,1 SPECfp92, komputer Xpress 256K L2)
    - 66 MHz – moc obliczeniowa 112 MIPS (77,9 SPECint92, 63,6 SPECfp92, komputer Xpress 256K L2)

  - szyna danych 64-bitowa
  - szyna adresowa 32-bitowa
  - Liczba tranzystorów 3,1 miliona, proces technologiczny 0,8 mikrona
  - pamięć adresowana 4 GB
  - pamięć wirtualna 64 TB
  - obudowa 273 PGA
  - rozmiar obudowy 2,16 cala x 2,16 cala
  - zasilanie 5V
- 80486DX4
  - ukazał się 7 marca 1994
  - zegar:
    - 75 MHz – moc obliczeniowa 53 MIPS (41,3 SPECint92, 20,1 SPECfp92, komputer mikronaics M4P 256K L2)
    - 100 MHz – moc obliczeniowa 70,7 MIPS (54,59 SPECint92, 26,91 SPECfp92, komputer mikronaics M4P 256K L2)

  - Liczba tranzystorów 1,6 miliona, proces technologiczny 0,6 mikrona
  - szyna danych 32-bitowa
  - pamięć adresowana 4 GB
  - pamięć wirtualna 64 TB
  - obudowa 168 PGA Package, 208 SQFP Package
- Pentium (90 i 100 MHz)
  - ukazał się 7 marca 1994
- Pentium (75 MHz)
  - ukazał się 10 października 1994
- Pentium (120 MHz)
  - ukazał się 27 marca 1995
- Pentium (133 MHz)
  - ukazał się w czerwcu 1995
- Pentium Pro (200, 180, 166, 150 MHz)
  - ukazał się 1 listopada 1995
- Pentium (150 i 166 MHz)
  - ukazał się 4 stycznia 1996
- Pentium (200 MHz)
  - ukazał się 10 czerwca 1996
- Pentium MMX (233, 200 i 166 MHz)
  - ukazał się 8 stycznia 1997
- Pentium II (233, 266, 300 MHz)
  - ukazał się 7 maja 1997
- Pentium MMX (233 MHz)
  - ukazał się 2 czerwca 1997
- Pentium Pro 1MB L2 Cache (200 MHz)
  - ukazał się 18 sierpnia 1997
- Mobile Pentium MMX Technology (200 i 233 MHz)
  - ukazał się 8 września 1997
- Mobile Pentium MMX Technology (166 i 266 MHz)
  - ukazał się 12 stycznia 1998
- Pentium II (333 MHz)
  - ukazał się 26 stycznia 1998
- Mobile Pentium II (233 i 266 MHz)
  - ukazał się 2 kwietnia 1998
- Pentium II (350 i 400 MHz)
  - ukazał się 15 kwietnia 1998
- Celeron (266 MHz)
  - ukazał się 15 kwietnia 1998
- Celeron (300 MHz)
  - ukazał się 9 czerwca 1998
- Pentium II Xeon (400 MHz)
  - ukazał się 29 czerwca 1998
- Celeron (300A i 333 MHz)
  - ukazał się 24 sierpnia 1998
- Pentium II (450 MHz)
  - ukazał się 24 sierpnia 1998
- Mobile Pentium II (300 MHz)
  - ukazał się 9 września 1998
- Pentium II Xeon (450 MHz)
  - ukazał się 6 października 1998
  - 512 KB pamięci podręcznej drugiego poziomu
- Celeron (366 i 400 MHz)
  - ukazał się 4 stycznia 1999
- Pentium II Xeon (450 MHz)
  - ukazał się 5 stycznia 1999
  - 1 MB lub 2 MB pamięci podręcznej drugiego poziomu
- Mobile Pentium MMX Technology (300 MHz)
  - ukazał się 7 stycznia 1999
- Mobile Celeron (266 i 300 MHz)
- Mobile Pentium II (300, 333 i 366 MHz)
- Pentium III (450 i 500 MHz)
  - ukazał się 26 lutego 1999
  - rozszerzenia SIMD
- Pentium(r) III Xeon(tm) Processor (500 MHz)
  - ukazał się 17 marca 1999
  - Liczba tranzystorów 9,5 miliona przy procesie produkcyjnym 0,25 mikrona
  - 512 KB, 1MB lub 2MB pamięci podręcznej drugiego poziomu
  - obudowa Single Edge Contact Cartridge (S.E.C.C.2)
  - szyna systemowa 100 MHz
  - systemowa szyna danych 64-bitowa
  - pamięć adresowana 64 GB
- Celeron (433 MHz)
  - ukazał się 22 marca 1999
- Mobile Celeron (333 MHz)
  - ukazał się 5 kwietnia 1999
- Pentium III (550 MHz)
  - ukazał się 17 maja 1999
- Pentium III (600 MHz)
  - ukazał się 2 sierpnia 1999
- Celeron (466 MHz)
- Celeron (500 MHz)
  - ukazał się 2 sierpnia 1999
- Pentium III Xeon(tm) Processor (550 MHz)
  - ukazał się 23 sierpnia 1999
- Mobile Celeron (366 MHz)
- Mobile Celeron (400 MHz)
- Mobile Celeron (433 i 466 MHz)
- Pentium III (533 MHz)
  - ukazał się 27 września 1999
- Mobile Pentium III (400, 450 i 500 MHz)
  - ukazał się 25 października 1999
- Pentium III (650, 667, 700 i 733 MHz)
  - ukazał się 25 października 1999
- Pentium III Xeon(tm) Procesor (600, 667 i 733 MHz)
  - ukazał się 25 października 1999
  - Liczba tranzystorów 28 milionów, proces technologiczny 0,18 mikrona
  - 128 KB pamięci podręcznej pierwszego poziomu
  - zintegrowane 256 KB pamięci podręcznej drugiego poziomu o zaawansowanym transferze
  - obudowa Single Edge Contact Cartridge (S.E.C.C.2)
  - zegar szyny systemowej 133 MHz
  - systemowa szyna danych 64-bitowa
  - pamięć adresowana 64 GB
- Pentium III (750 i 800 MHz)
  - ukazał się 20 grudnia 1999
- Celeron (533 MHz)
  - ukazał się 4 stycznia 2000
- Pentium III Xeon(tm) Procesor (800 MHz)
  - ukazał się 12 stycznia 2000
  - proces technologiczny 0,18 mikrona
  - szczegóły w opisie modeli 600, 667 i 733 MHz
- Mobile III SpeedStep Technology (600 i 650 MHz)
  - ukazał się 18 stycznia 2000
- Mobile Celeron (450 i 500 MHz)
  - ukazał się 14 lutego 2000
- Pentium III (1,0 GHz)
  - ukazał się 8 marca 2000
- Pentium III (850 i 866 MHz)
  - ukazał się 20 marca 2000
- Celeron (566 MHz)
- Pentium III Xeon(tm) Procesor (866 MHz)
  - ukazał się 10 kwietnia 2000
  - proces technologiczny 0,18 mikrona
  - szczegóły w opisie modeli 600, 667 i 733 MHz
- Mobile Celeron (550 MHz)
- Mobile Pentium III SpeedStep Technology (700 MHz)
  - ukazał się 24 kwietnia 2000
- Pentium III Xeon(tm) Procesor (700 MHz)
  - ukazał się 22 maja 2000
  - proces technologiczny 0,18 mikrona
  - 1 lub 2 MB zintegrowanej pamięci podręcznej drugiego poziomu o zaawansowanym transferze
  - obudowa SC330
  - szyna systemowa 100 MHz
  - systemowa szyna danych 64-bitowa
  - pamięć adresowana 64 GB
- Pentium III (933 MHz)
  - ukazał się 24 maja 2000
- Pentium III Xeon(tm) Procesor zbudowany w procesie technologicznym 0,18 mikrona (933 MHz)
  - 256 KB zintegrowanej pamięci podręcznej drugiego poziomu o zaawansowanym transferze
  - obudowa SC330
  - szyna systemowa 133 MHz
  - systemowa szyna danych 64-bitowa
  - pamięć adresowana 64 GB
- Mobile Celeron (600 i 650 MHz)
  - ukazał się 19 czerwca 2000
- Mobile Pentium III SpeedStep Technology (750 MHz)
  - ukazał się 19 czerwca 2000
- Low Voltage Mobile Pentium III Intel SpeedStep(tm) Technology (600 MHz)
  - ukazał się 19 czerwca 2000
  - 256 KB zintegrowanej pamięci podręcznej drugiego poziomu o zaawansowanym tranferze
  - proces technologiczny 0,18 mikrona
  - obudowa: Ball Grid Array (BGA2)
  - szyna systemowa 100 MHz
  - Obsługa strumieniowych rozszerzeń SIMD
  - napięcie rdzenia 1,1 V (tryb zoptymalizowany do pracy na baterii)
  - pobór mocy mniejszy niż 1 wat (tryb zoptymalizowany do pracy na baterii)
- Celeron (633, 667 i 700 MHz)
  - ukazał się 26 czerwca 2000
- Pentium III Xeon (1,0 GHz)
  - ukazał się 22 sierpnia 2000
- Mobile Celeron (700 MHz)
  - ukazał się 25 września 2000
- Mobile Pentium III SpeedStep Technology (800 i 850 MHz)
  - ukazał się 25 września 2000
- Celeron (733 i 766 MHz)
  - ukazał się 13 listopada 2000
- Pentium 4 Processor (1,40 i 1,50 GHz)
  - ukazał się 20 listopada 2000
  - proces technologiczny 0,18 mikrona
  - zintegrowane 256 KB pamięci podręcznej drugiego poziomu o zaawansowanym transferze
  - obudowa PGA423, PGA478
  - szyna systemowa 400 MHz
  - rozszerzenia SSE2 SIMD
  - Liczba tranzystorów 42 miliony

## Lata 2001-2008
- Celeron (800 MHz)
- Ultra Low Voltage Mobile Celeron (500 MHz)
  - ukazał się 30 stycznia 2001
- Ultra Low Voltage Mobile Pentium III Processor z technologią Intel(r) SpeedStep(tm) Technology (500 MHz)
  - ukazał się 30 stycznia 2001
  - posiada tryb pracy 300 MHz (tryb zoptymalizowany do pracy na baterii)
  - zintegrowane 256 KB pamięci podręcznej drugiego poziomu o zaawansowanym transferze
  - obudowa Ball Grid Array (BGA)
  - szyna systemowa 100 MHz
  - zasilanie 1,1 V; mniej niż 1V przy użyciu trybu bateryjnego
  - pobór mocy: <1 wat; mniej niż 0,5 wata przy użyciu trybu bateryjnego
- Ultra Low Voltage Mobile Pentium III SpeedStep Technology (600 i 700 MHz)
- Low Voltage Mobile Pentium(r) III Intel(r) SpeedStep(tm) Technology (700 MHz)
  - ukazał się 27 lutego 2001
  - inne szczegóły: patrz układy 600 MHz
- Mobile Celeron (750 MHz)
  - ukazał się 19 marca 2001
- Low Voltage Pentium III for Applied Computing (700 MHz)
  - ukazał się 19 marca 2001
- Mobile Pentium III SpeedStep Technology (900 MHz i 1,0 GHz)
  - ukazał się 19 marca 2001
- Pentium(r) III Xeon(tm) Processor (900 MHz)
  - ukazał się 21 marca 2001
  - proces technologiczny 0,18 mikrona
  - 2MB pamięci podręcznej drugiego poziomu o zaawansowanym transferze
  - obudowa SC330
  - szyna systemowa 100 MHz
  - systemowa szyna danych 64-bitowa
  - pamięć adresowana 64 GB
- Celeron (850 MHz)
  - ukazał się 9 kwietnia 2001
- Pentium 4 Processor (1,7 GHz)
  - ukazał się 23 kwietnia 2001
  - proces technologiczny 0,18 mikrona
  - inne szczegóły: patrz układy 1,4 i 1,5 GHz
- Mobile Celeron (800 MHz)
- Low Voltage Mobile Celeron (600 MHz)
- Ultra Low Voltage Mobile Celeron (600 MHz)
- Low Voltage Mobile Pentium(r) III Intel(r) SpeedStep(tm) Technology (750 MHz)
  - ukazał się 21 maja 2001
  - inne szczegóły: patrz układy 600 MHz
- Ultra Low Voltage Mobile Pentium(r) III Processor z technologią Intel(r) SpeedStep(tm) Technology (600 MHz)
  - ukazał się 21 maja 2001
  - inne szczegóły: patrz układy 500 MHz
- Intel(r) Xeon(tm) Processor (1,4, 1,5, 1,7 GHz)
  - ukazał się 21 maja 2001
  - 256KB pamięci podręcznej drugiego poziomu o zaawansowanym transferze
  - obudowa Organic Lan Grid Array 603 (OLGA 603)
  - szyna systemowa 400 MHz
  - instrukcje SSE2
- Celeron (900 MHz)
  - ukazał się 2 czerwca 2001
- Mobile Celeron (850 MHz)
  - ukazał się 2 czerwca 2001
- Pentium(r) 4 Processor (1,6 and 1,8 GHz)
  - ukazał się 2 czerwca 2001
  - proces technologiczny 0,18 mikrona
  - inne szczegóły: patrz układy 1,4 i 1,5 GHz
  - zasilanie 1,15 V w trybie maksymalnej wydajności (Maximum Performance Mode); 1,05 V w trybie oszczędnym (Battery Optimized Mode)
  - pobór mocy mniejszy niż 1 wat w trybie bateryjnym
- Mobile Intel(r) Pentium(r) III Processor-M (866 i 933 MHz, 1,00, 1,06, i 1,13 GHz)
  - ukazał się 30 czerwca 2001
  - szyna systemowa 133 MHz
  - proces technologiczny0,13 mikrona
  - 512 KB zintegrowanej pamięci podręcznej drugiego poziomu
  - obudowa Micro FCBGA/PGA
  - rozszerzenia SIMD
  - zasilanie 1,4 V w trybie maksymalnej wydajności (Maximum Performance Mode); 1,15 V w trybie oszczędnym (Battery Optimized Mode)
  - pobór mocy mniejszy niż 2 waty w trybie bateryjnym
- Pentium 4 Processor „Willamette” (1,9 i 2,0 GHz)
  - ukazał się 27 sierpnia 2001
  - proces technologiczny 0,18 mikrona
  - inne szczegóły: patrz układy 1,4 i 1,5 GHz
- Celeron (950 MHz, 1 i 1,10 GHz)
  - ukazał się 31 sierpnia 2001
- Xeon (2,0 GHz)
  - ukazał się 25 września 2001
- Tualatin Pentium III 1,13 1,33 1,4
  - 512 KB pamięci podręcznej
  - proces technologiczny 0,13 mikrona
- Mobile Pentium III-M (1,2 GHz)
  - ukazał się 1 października 2001
- Celeron (1,20 GHz)
  - ukazał się 2 października 2001
- Itanium (733 MHz i 800 MHz)
- Itanium 2 (900 MHz i 1 GHz)
- Pentium 4 Processor „Northwood A” (1,7, 1,8, 1,9, 2, 2,2, 2,4, 2,5, 2,6 GHz)
  - proces technologiczny 0,13 mikrona
  - szyna systemowa 400 MHz
- Pentium 4 Procesor „Northwood B” (2,26, 2,4, 2,53, 2,66, 2,8, 3,06 GHz)
  - proces technologiczny 0,13 mikrona
  - szyna systemowa 533 MHz (wersja 3,06 GHz zawiera obsługę technologii Hyper Threading).
- Mobile Intel Pentium 4 M Processor (1,4, 1,5, 1,6, 1,7, 1,8, 1,9, 2, 2,2 GHz)
  - proces technologiczny 0,13 mikrona
  - szyna systemowa 400 MHz
- Pentium 4 Processor „Northwood C” (2,4, 2,6, 2,8, 3,0, 3,2 GHz)
  - proces technologiczny 0,13 mikrona
  - szyna systemowa 800 MHz (wszystkie wersje zawierają obsługę technologii Hyper Threading)
  - moc obliczeniowa 6500-10000 MIPS
- Pentium D Processor „Smithfield”, dwurdzeniowy [2,8, 3,0, 3,2 GHz (2x 2,8, 3,0, 3,2, GHz na rdzeń)]
  - proces technologiczny 0,065 mikrona = 65 nm
  - Szyna systemowa 800 MHz
- Pentium EE Processor [3,2, 3,46, 3,73 GHz (3,2, 3,46, 3,73 GHz na rdzeń)]
  - proces technologiczny 65 nm
  - Extreme Edition (dwurdzeniowy z obsługą technologii Hyper Threading)

- Celeron Dual Core
- Pentium Dual Core
- Pentium Core
  - Core Solo [1,06; 1,2; 1,5; 1,66 GHz](mobilny)
    - proces technologiczny 65 nm

  - Core Duo [1,6; 1,66; 1,83; 2,0; 2,13; 2,33 GHz] (mobilny)
    - proces technologiczny 65 nm (2 rdzenie)
      - od Core 2 Duo różni się tym że jest 32-bitowy

- Core 2
  - ukazał się 18 listopada 2006
  - Core 2 Duo (proces technologiczny 65 nm, „Conroe”)
    - 1,86, 2,13, 2,40, 2,66, 3,0 GHz (2 rdzenie) [oraz wersje mobilne 1,6; 1,66; 1,83; 2,0; 2,13; 2,33 GHz]

  - Core 2 Duo (proces technologiczny 0,045 mikrona, „Wolfdale”)
    - E7xxx: 2,53, 2,66 GHz E8xxx: 2,66, 2,83, 3,0, 3,16, 3,33 GHz (2 rdzenie)

  - Core 2 Extreme 2,93 GHz na jeden rdzeń (2 rdzenie)
  - Core 2 Quad (proces technologiczny 65 nm, „Kentsfield”)
    - 2,40, 2,66 (4 rdzenie)

  - Core 2 Quad (proces technologiczny 45 nm, „Yorkfield”)
    - 2,50, 2,66, 2,83 (4 rdzenie)

  - Core 2 Extreme Quad (czterordzeniowy, „Kentsfield”)
    - proces technologiczny 65 nm
    - taktowanie 2,66, 2,93, 3,0 GHz na jeden rdzeń
    - ten procesor to 2*Core 2 Duo

  - Core 2 Extreme Quad (czterordzeniowy, „Yorkfield”)
    - proces technologiczny 45 nm
    - taktowanie 3,0, 3,2 GHz na jeden rdzeń
    - ten procesor to 2*Core 2 Duo

- - core i7 (czterordzeniowy)
    - proces technologiczny 32 nm
    - taktowanie 3,0, 3,2 GHz na jeden rdzeń

- - core i5 (czterordzeniowy)
    - proces technologiczny 32 nm
    - taktowanie 3,0, 3,2 GHz na jeden rdzeń

- - core i3 (dwurdzeniowy)
    - proces technologiczny 32 nm
    - taktowanie 3,0, 3,2 GHz na jeden rdzeń

- Core i7 (pierwszy model tej generacji pojawił się w 2008 roku)
- proces technologiczny 45 nm
- wsparcie technologii HyperThreading używanej wcześniej w niektórych modelach Pentium 4
- nowa podstawka LGA 1366